# Dietrich Hermann I. von Merveldt zu Westerwinkel

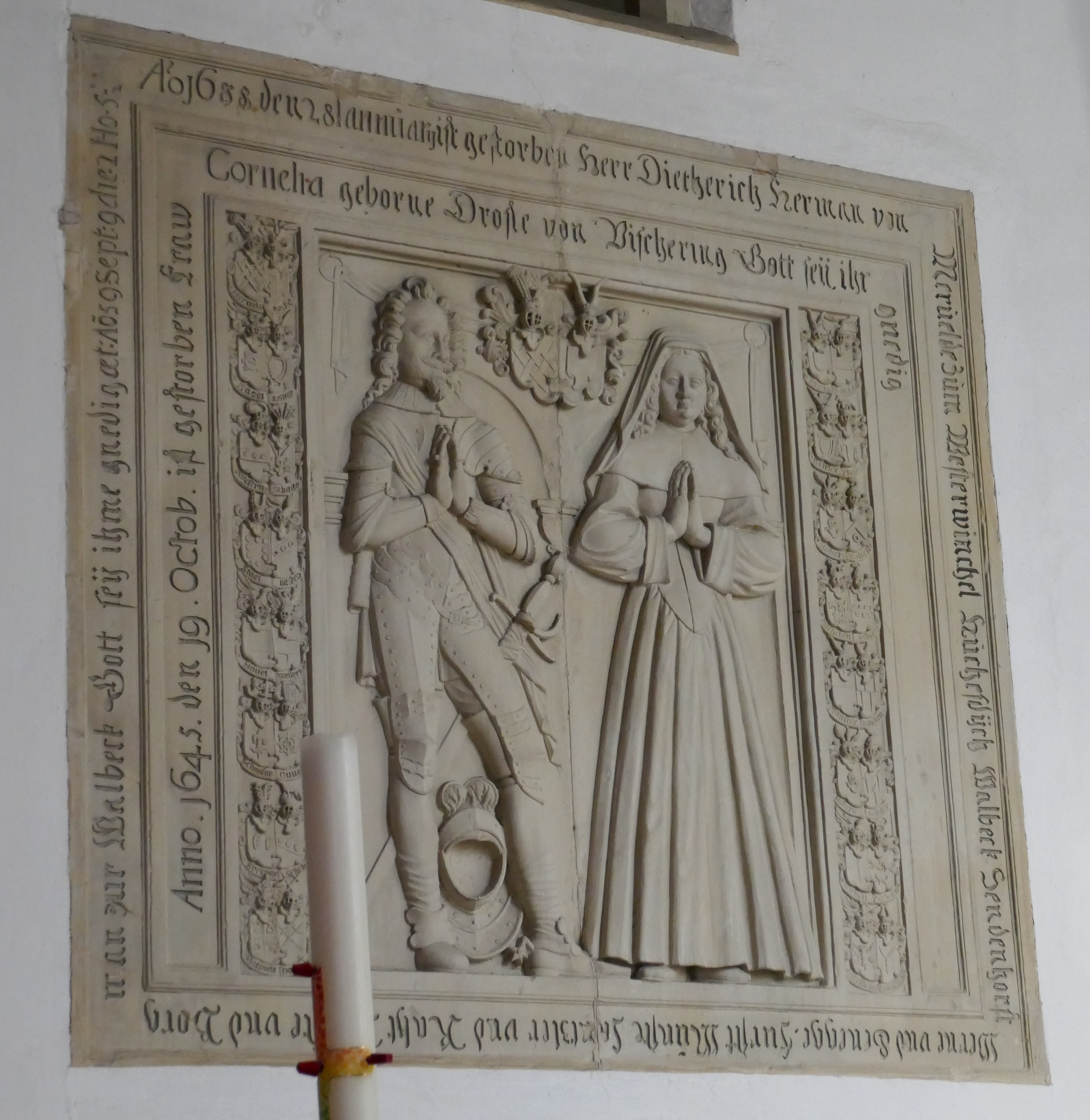
Epitaph in der Pfarrkirche zu Wolbeck

Dietrich Hermann I. von Merveldt zu Westerwinkel (* 29. November 1598; † 28. Januar 1658) war Kanzler im Hochstift Münster.

## Leben

### Herkunft und Familie
Dietrich Hermann I. von Merveldt zu Westerwinkel wurde als Sohn des Hermann von Merveldt (Herr auf Westerwinkel) und seiner Gemahlin Maria von der Recke in der alten westfälischen Adelsfamilie von Merveldt geboren. Er war mit Cornelia Droste zu Vischering, Tochter des Heidenreich Droste zu Vischering verheiratet. Sie hatten die Töchter Clara Sybilla, ⚭ Reinhard Caspar von Schade, und Maria Ursula, ⚭ Heinrich Adolf von und zu Schwansbell. Nach Cornelias Tod heiratete er Gertrud von Ketteler (1600–1630). Aus der Ehe stammen die Söhne Dietrich Hermann II. (Amtsdroste in Wolbeck) und Adolf Dietrich Hermann (1623–1639, Domherr in Paderborn).

### Wirken
Am 11. November 1630 erhielt Dietrich Hermann die Bestallung zum Amtsdrosten in Wolbeck. Am 24. Januar 1636 erhielt er vom Kurfürsten seine Bestallung als Kanzler. Hiergegen erhob das Domkapitel wegen der vielen Ämter Bedenken. Ferdinand ordnete nach langem Streit am 23. Juni 1636 die sofortige Amtseinsetzung an. Im Amt des Kanzlers des Hochstifts Münster blieb er bis zu seinem Tode.
Am 12. Februar 1643 wurde er vom Kurfürsten -mit erneutem Widerstand des Domkapitels- zum Leiter der Rechenkammer bestallt. In den Jahren 1644 bis 1649 war Dietrich Hermann als Gesandter des Hochstifts sowie Kurkölns bei den Friedensverhandlungen während des Westfälischen Friedenskongresses tätig. Am 10. Februar 1638 wurde er auch als Lehenrichter bestallt. Am 28. Juli 1650 erwarb er für seinen Sohn Dietrich Hermann eine Anwartschaft auf das Amt des Drosten. Dieser folgte seinem Vater im Jahre 1658 als Drost in Wolbeck.

### Ehrungen
- Mai 1629: Adliger Rat
- Obristmarschall des Fürstbischofs